# Woiwodschaft Schlesien
Die Woiwodschaft Schlesien (polnisch województwo śląskie) mit der Hauptstadt Katowice ist eine der 16 Woiwodschaften der Republik Polen.
Mit rund 4,5 Millionen Einwohnern auf 12.333 km² ist Schlesien die am dichtesten besiedelte Woiwodschaft Polens und zudem auch die am stärksten urbanisierte Region des Landes. Die Ballungsgebiete um die Städte Katowice und Gliwice sowie um Dąbrowa Górnicza und Sosnowiec entstanden infolge des Steinkohlenbergbaus im 19. Jahrhundert (Oberschlesisches Industriegebiet).
Zur Woiwodschaft Schlesien gehören Teile der historischen Regionen Schlesien (48 %, davon 40 % preußische Provinz Oberschlesien sowie 8 % Teschener Schlesien), Kleinpolen (und damit der ehemaligen Herzogtümer Siewierz und Auschwitz, des Dombrowaer Kohlebeckens sowie Galiziens; 45 %) sowie Großpolen (ein kleiner Teil der Weluner und Sieradzer Länder im äußersten Norden der Woiwodschaft, 7 %).

## Geschichte

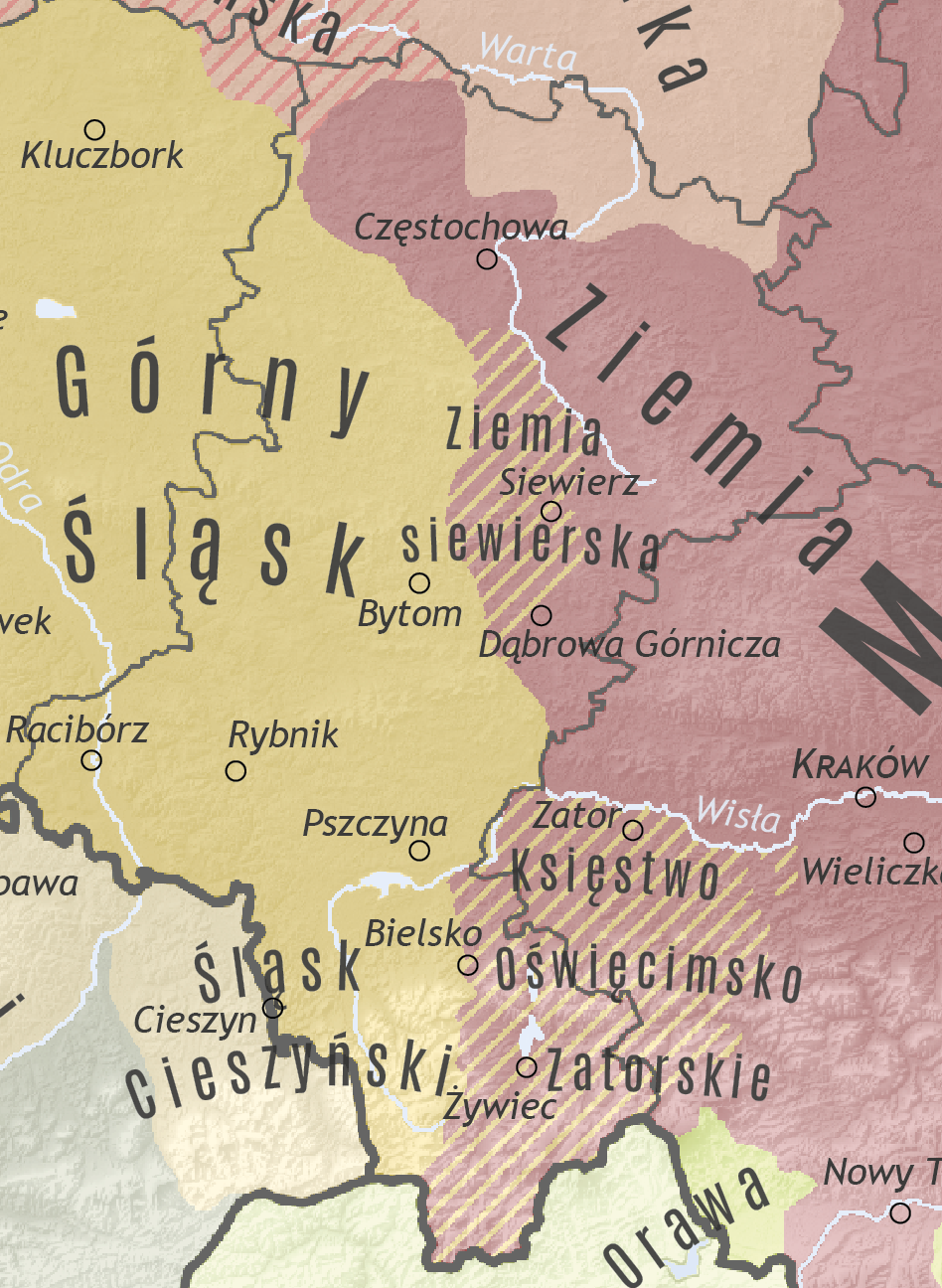
Historische Landschaften der Woiwodschaft

Entwicklung der Grenzen der Woiwodschaft

Die heutige Woiwodschaft Schlesien ist die dritte polnische Woiwodschaft mit diesen Namen. Die erste war die Woiwodschaft Schlesien (1920–1939) in der Zweiten Republik Polen. Die autonome Woiwodschaft Schlesien bestand nur aus einem Teil ehemalig preußischen Oberschlesiens und dem Teschener Schlesien, die damals oft als separate Schlesien betrachtet wurden. In der Zeit der Sanacja gab es kontroverse Pläne der Angliederung der Powiate Częstochowski mit Częstochowa, Zawierciański mit Zawiercie und Będziński aus der Woiwodschaft Kielce (1919–1939) und der westlichen Teile der Powiate Chrzanowski mit Jaworzno und Oświęcimski mit Oświęcim, sowie die ganzen Powiate Bialski mit Biała Krakowska und Żywiecki mit Żywiec aus der Woiwodschaft Krakau (1920–1939). Die Pläne wurden bis zum Zweiten Weltkrieg in der Presse angestrengt debattiert und teilten die öffentliche Meinung. Der zweite gleichnamige Verwaltungsbezirk war die Woiwodschaft Schlesien (1945–1950) nach dem Zweiten Weltkrieg. Weil der Zagłębie Dąbrowskie (Dombrowarer Kohlebecken) angeschlossen wurde, war der Name auch zagłębiowsko-śląskie und śląsko-dąbrowskie benutzt. 1947 wurde die Umbenennung nach der Hauptstadt erstmals geplant. 1950 wurde die Woiwodschaft in die Woiwodschaft Katowice und die Woiwodschaft Oppeln geteilt. Die Grenzen der Woiwodschaft Katowice in den Jahren 1950 bis 1975 waren erstmals so ähnlich der heutigen Grenzen: mit Częstochowa und Bielsko-Biała, jedoch ohne Racibórz, Jaworzno und Żywiec. Die Woiwodschaft Katowice, wie die heutige Woiwodschaft, wurde umgangssprachlich oft mit „Schlesien“ gleichgesetzt. Nach dem Jahr 1989 etablierte sich im polnischen Bewusstsein besonders das negative Stereotyp dieses „Schlesiens“ mit Verschmutzung, Arbeitslosigkeit, Notwendigkeit des Kostenzuschlags der Schwerindustrie usw. Der ursprüngliche Projekt der Gebietsreform in den 1990er Jahren der 12 Woiwodschaften rief verständlich Widerstand hervor: z. B. in Opole und Bielsko-Biała. Unter anderen dank der Unterstützung des Botschafters Deutschlands bewährte sich die Woiwodschaft Oppeln.
Die Woiwodschaft Schlesien ging bei der Gebietsreform 1999 aus den Woiwodschaften Katowice, Częstochowa und Bielsko-Biała hervor und nimmt den zentralsüdlichen Teil Polens ein.
Von Anfang an gab es Kontroverse um den Namen und Grenzen der Woiwodschaft, mit Forderungen auf Umbenennung z. B. zu Schlesien-Kleinpolen.

## Wappen
Beschreibung: In Blau ein völlig goldener Adler.

## Verwaltungsgliederung
Die Woiwodschaft Schlesien wird in 17 Landkreise und in 19 kreisfreie Städte unterteilt. Damit ist Schlesien die einzige Woiwodschaft in Polen, in der mehr kreisfreie Städte als Landkreise existieren. Einige der kreisfreien Städte bilden zwar unter ihrem Namen ebenfalls einen Landkreis, gehören ihm aber selbst nicht an.
Kreisfreie Städte
- Bielsko-Biała 169.756; 124 km²
- Bytom 163.255; 69 km²
- Chorzów 106.846; 33 km²
- Częstochowa 217.530; 160 km²
- Dąbrowa Górnicza 118.285; 189 km²
- Gliwice 177.049; 134 km²
- Jastrzębie-Zdrój 88.038; 85 km²
- Jaworzno 90.368; 153 km²
- Katowice 290.553; 165 km²
- Mysłowice 74.559; 66 km²
- Piekary Śląskie 54.702; 40 km²
- Ruda Śląska 136.423; 78 km²
- Rybnik 137.128; 148 km²
- Siemianowice Śląskie 66.270; 25 km²
- Sosnowiec 197.586; 91 km²
- Świętochłowice 49.108; 13 km²
- Tychy 126.871; 82 km²
- Zabrze 170.924; 80 km²
- Żory 62.844; 65 km²

Landkreise
- Będzin 147.259; 364 km²
- Bielsko-Biała 166.348; 459 km²
- Bieruń-Lędziny 59.823; 158 km²
- Cieszyn 177.536; 730 km²
- Częstochowa 134.106; 1.520 km²
- Gliwice 115.416; 664 km²
- Kłobuck 84.330; 889 km²
- Lubliniec 76.109; 822 km²
- Mikołów 99.202; 233 km²
- Myszków 70.486; 479 km²
- Pszczyna 111.814; 471 km²
- Racibórz 107.410; 544 km²
- Rybnik 78.166; 224 km²
- Tarnowskie Góry 140.780; 644 km²
- Wodzisław Śląski 156.579; 287 km²
- Zawiercie 116.672; 1.002 km²
- Żywiec 152.199; 1.040 km²

(Einwohner und Fläche am 31. Dezember 2020)
| Landkreise        | Größte               | Kleinste                   |
| ----------------- | -------------------- | -------------------------- |
| flächenmäßig      | Powiat Częstochowski | Powiat Bieruńsko-Lędziński |
| bevölkerungsmäßig | Powiat Cieszyński    | Powiat Bieruńsko-Lędziński |

## Geographie

### Lage

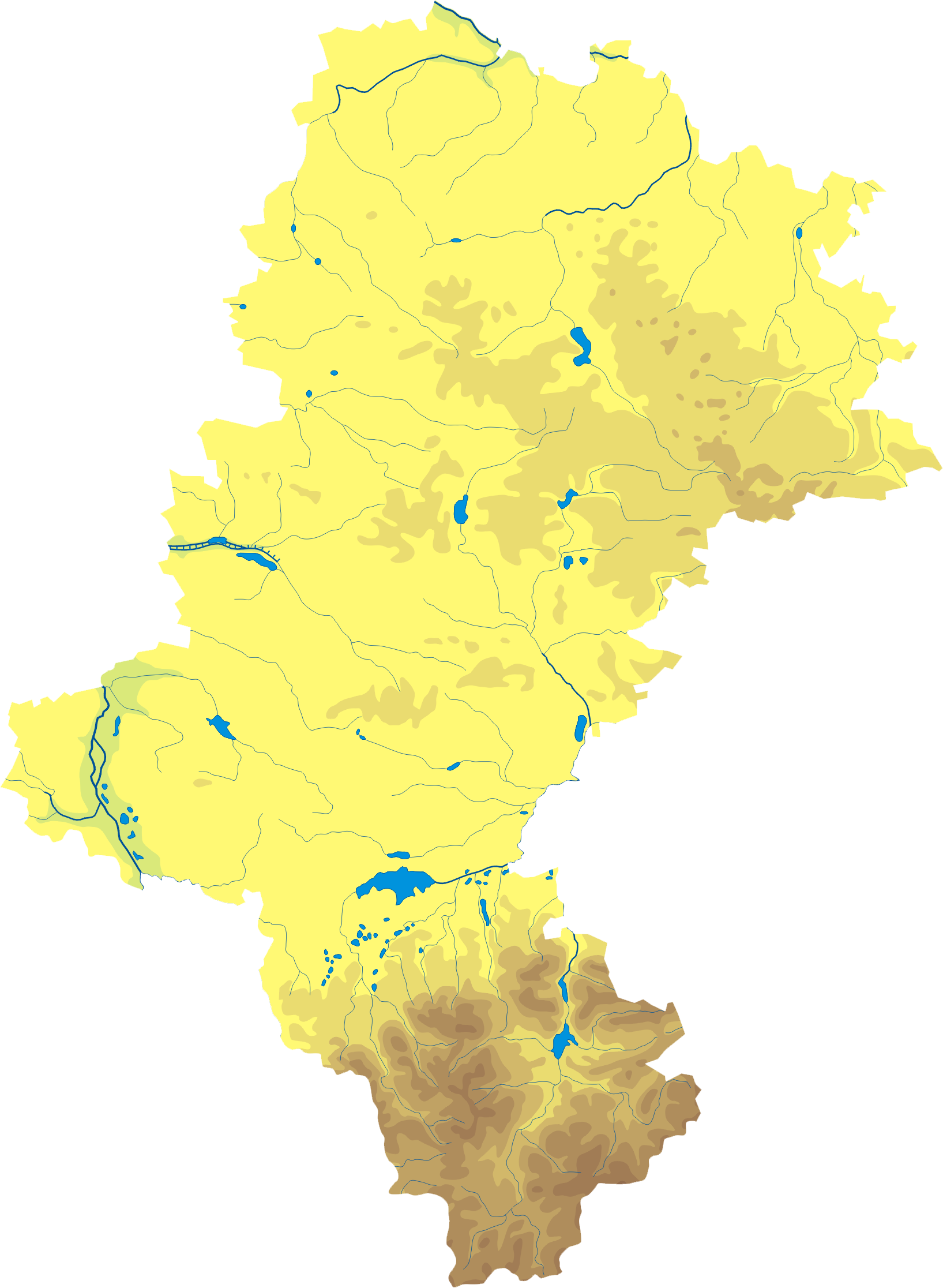
Topographie der Woiwodschaft Schlesien

Die Woiwodschaft Schlesien, die in ihren Grenzen nicht mit den geografischen Regionen Schlesien oder der ehemaligen Autonomen Woiwodschaft Schlesien übereinstimmt, nimmt den zentralsüdlichen Teil Polens ein. In ihren oberen Verläufen fließen die Flüsse Oder, Weichsel und Warthe durch diese Woiwodschaft.

### Flüsse
- Oder
- Weichsel
- Warthe

### Naturschutzgebiete
- Landschaftsschutzpark Schlesische Beskiden (Park Krajobrazowy Beskidu Śląskiego)
- Landschaftsschutzpark Adlerhorste (Park Krajobrazowy Orlich Gniazd)
- Landschaftsschutzpark Kleine Beskiden (Park Krajobrazowy Beskidu Małego)
- Landschaftsschutzpark Żywiec (Żywiecki Park Krajobrazowy)
- Park Krajobrazowy Cysterskie Kompozycje Krajobrazowe Rud Wielkich
- Park Krajobrazowy Lasy nad Górną Liswartą
- Park Krajobrazowy Stawki
- Załęczański Park Krajobrazowy

### Nachbarwoiwodschaften
|                                 | Woiwodschaft Łódź | Woiwodschaft Heiligkreuz |
| Woiwodschaft Opole              |                   | Woiwodschaft Kleinpolen  |
| Moravskoslezský kraj Tschechien |                   | Žilinský kraj Slowakei   |

## Bevölkerung

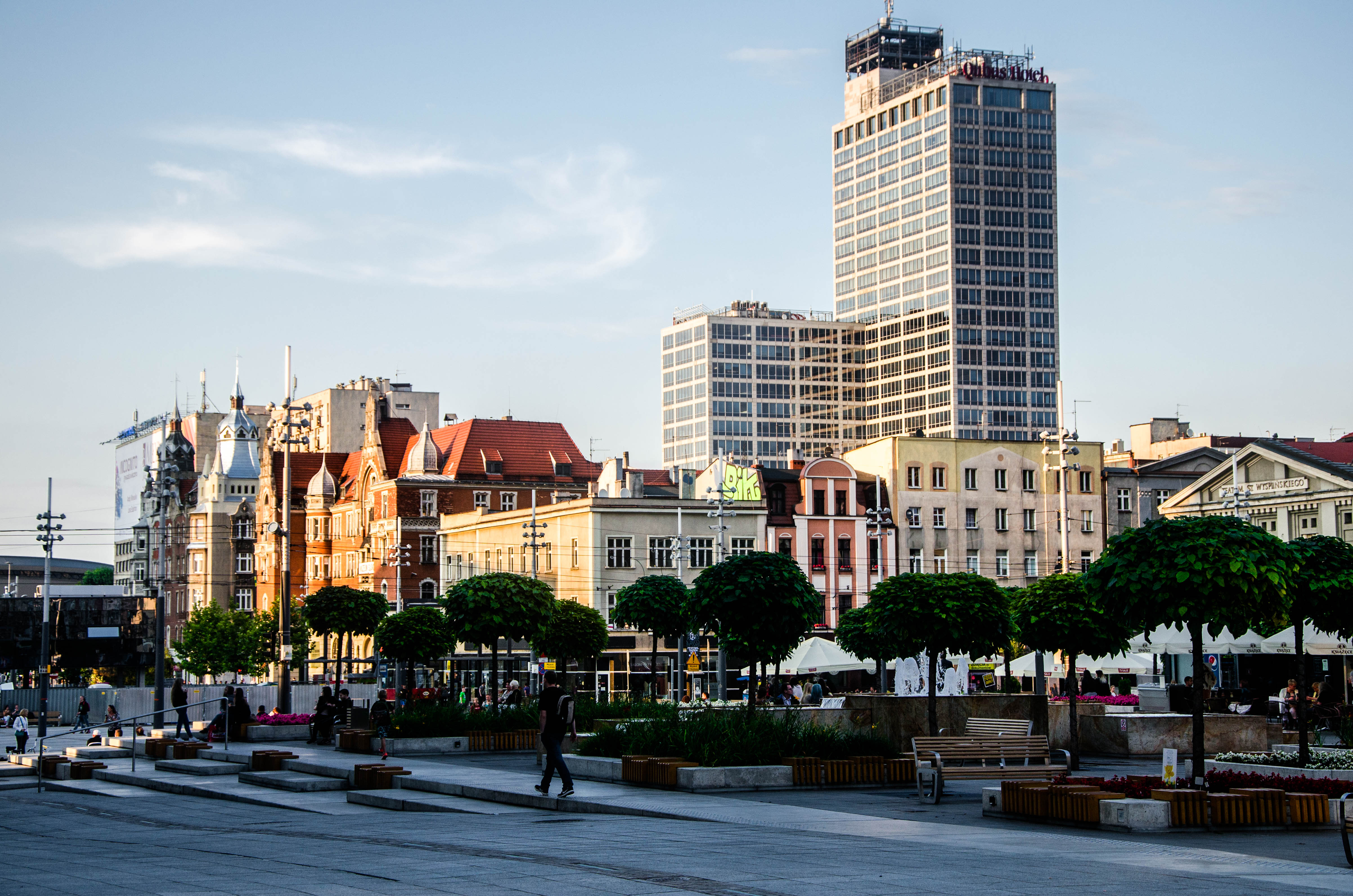
Katowice

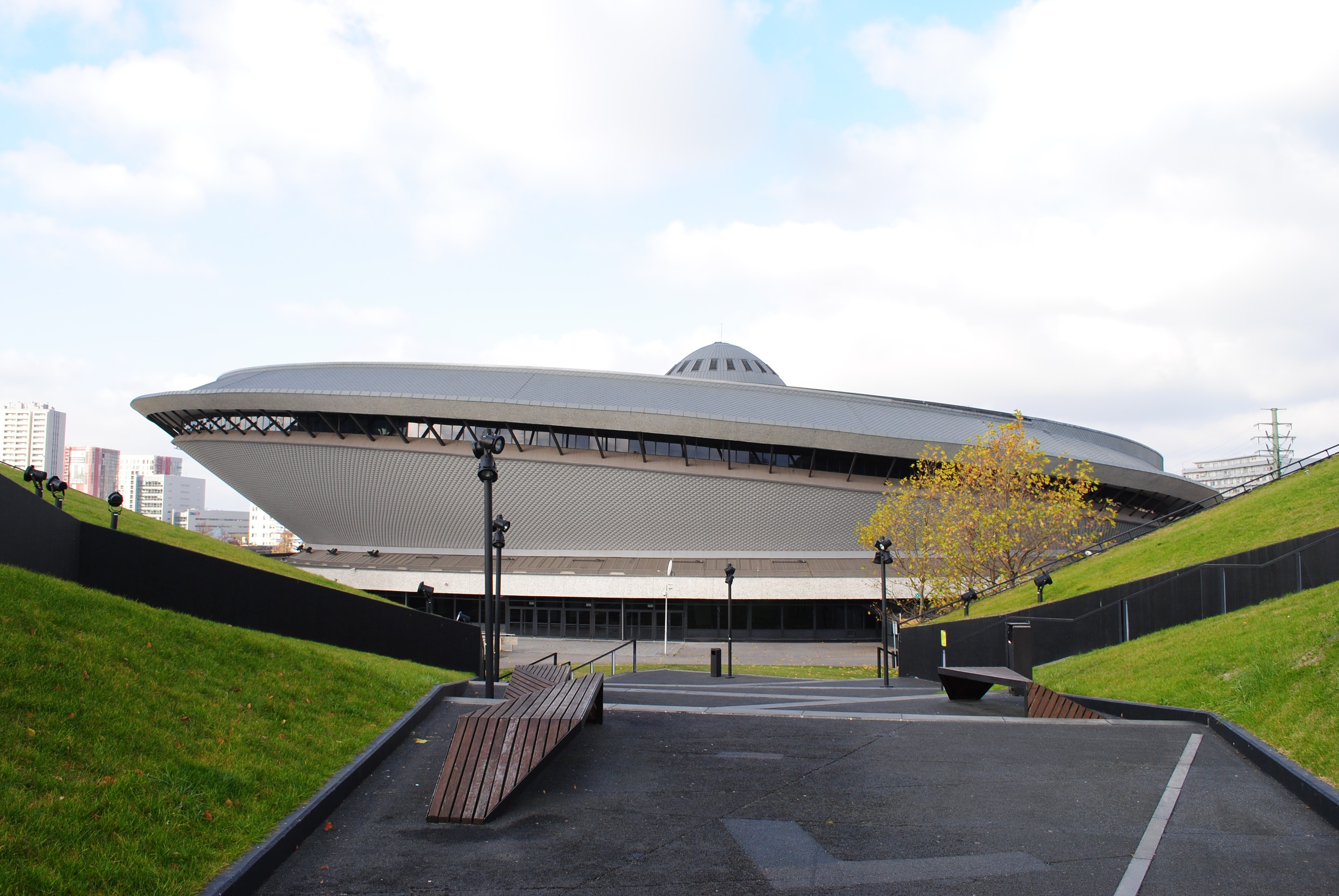
Spodek in Katowice

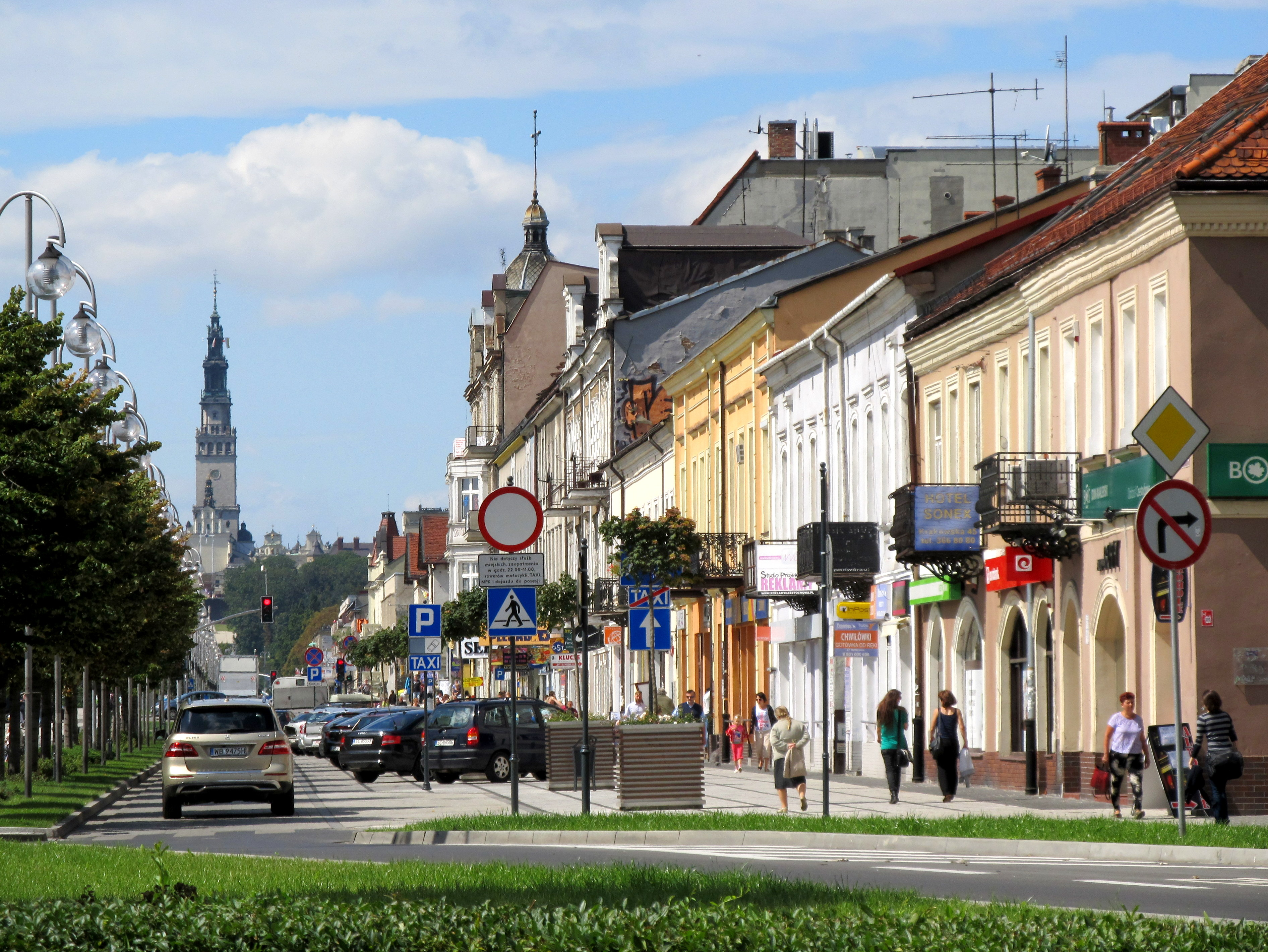
Częstochowa mit dem Wallfahrtsort Jasna Góra im Hintergrund

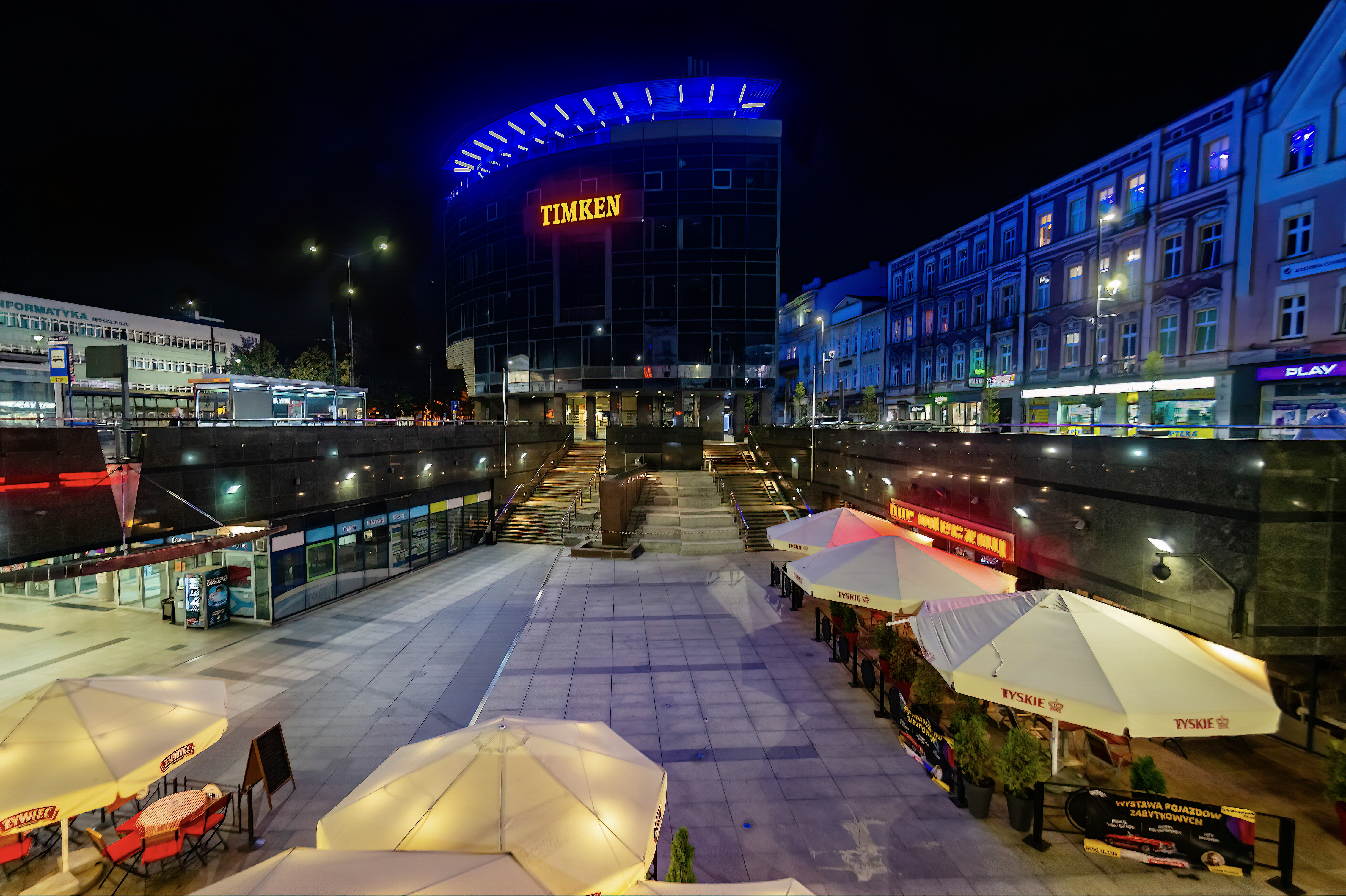
Sosnowiec

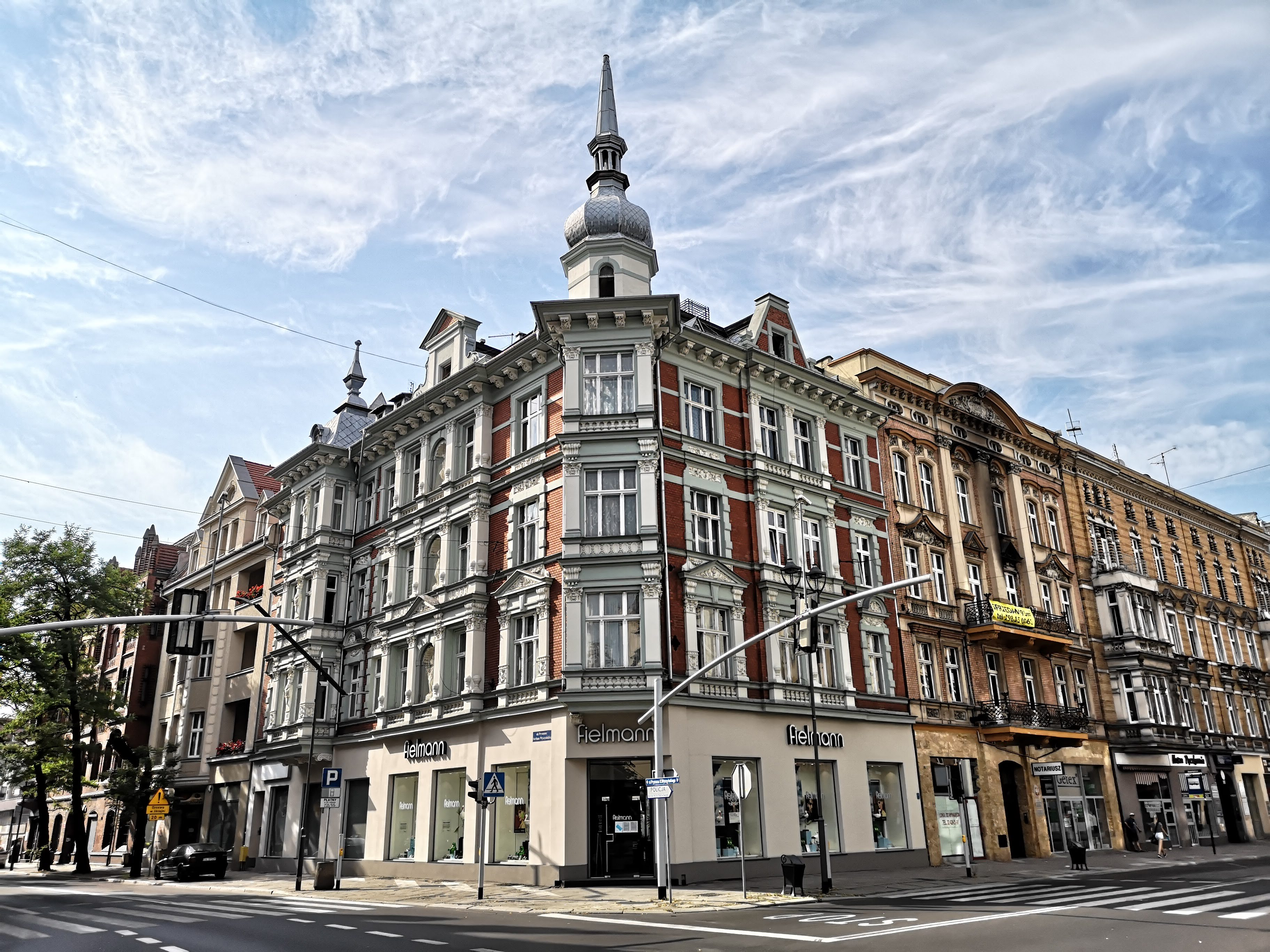
Gliwice

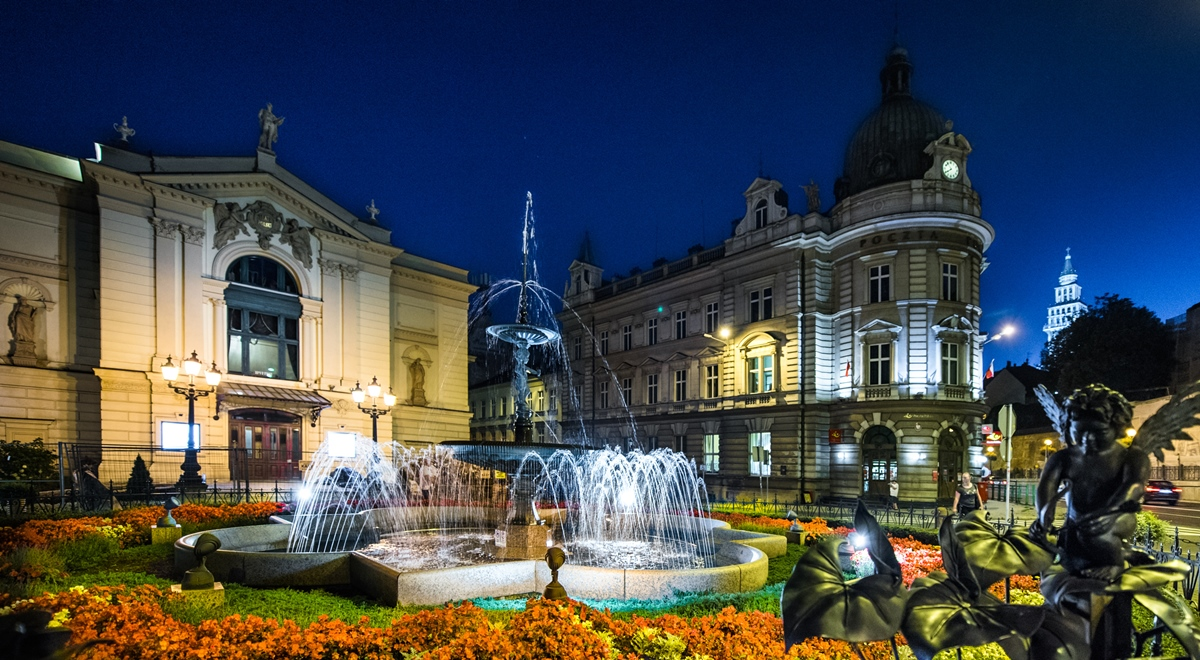
Bielsko-Biała

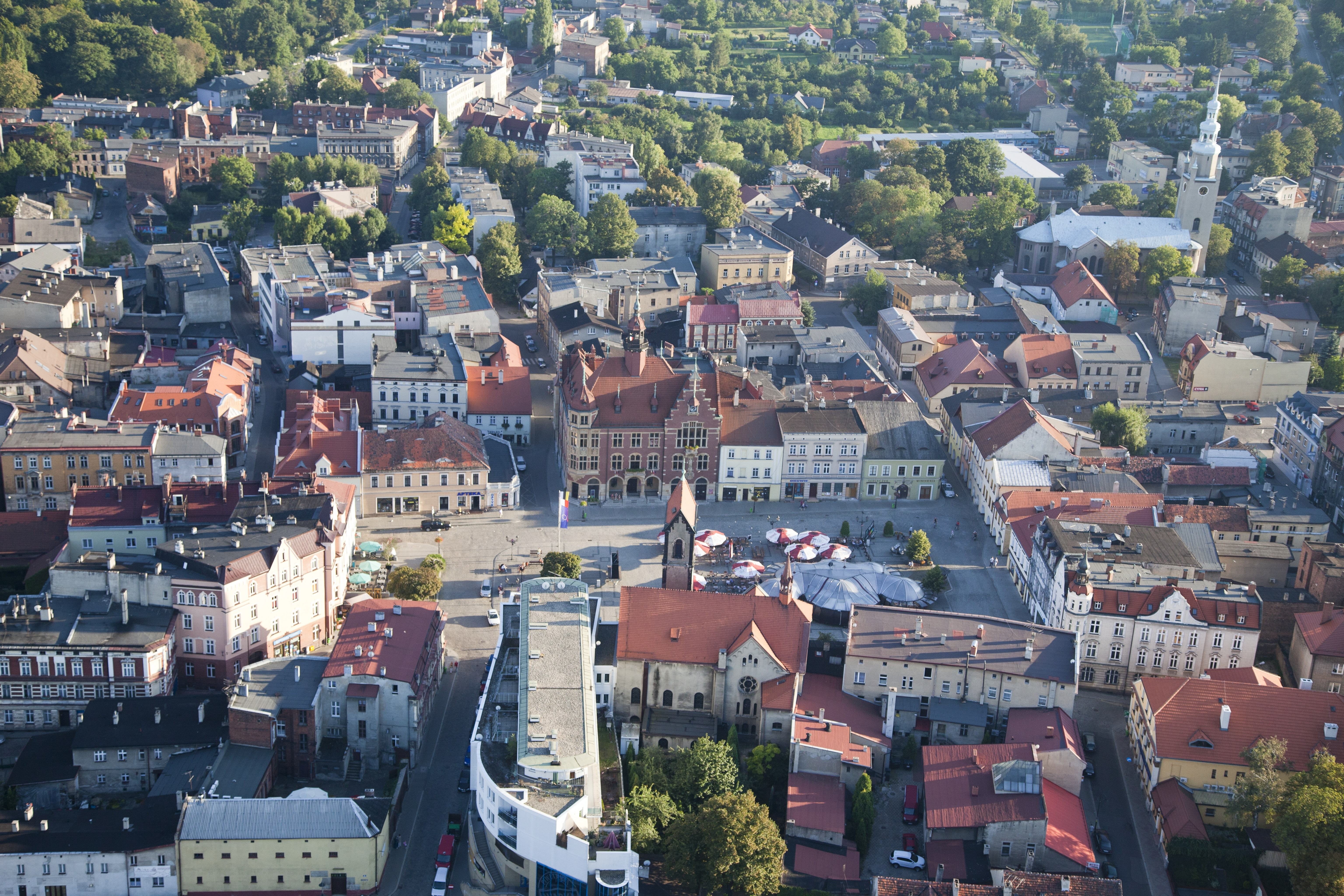
Tarnowskie Góry

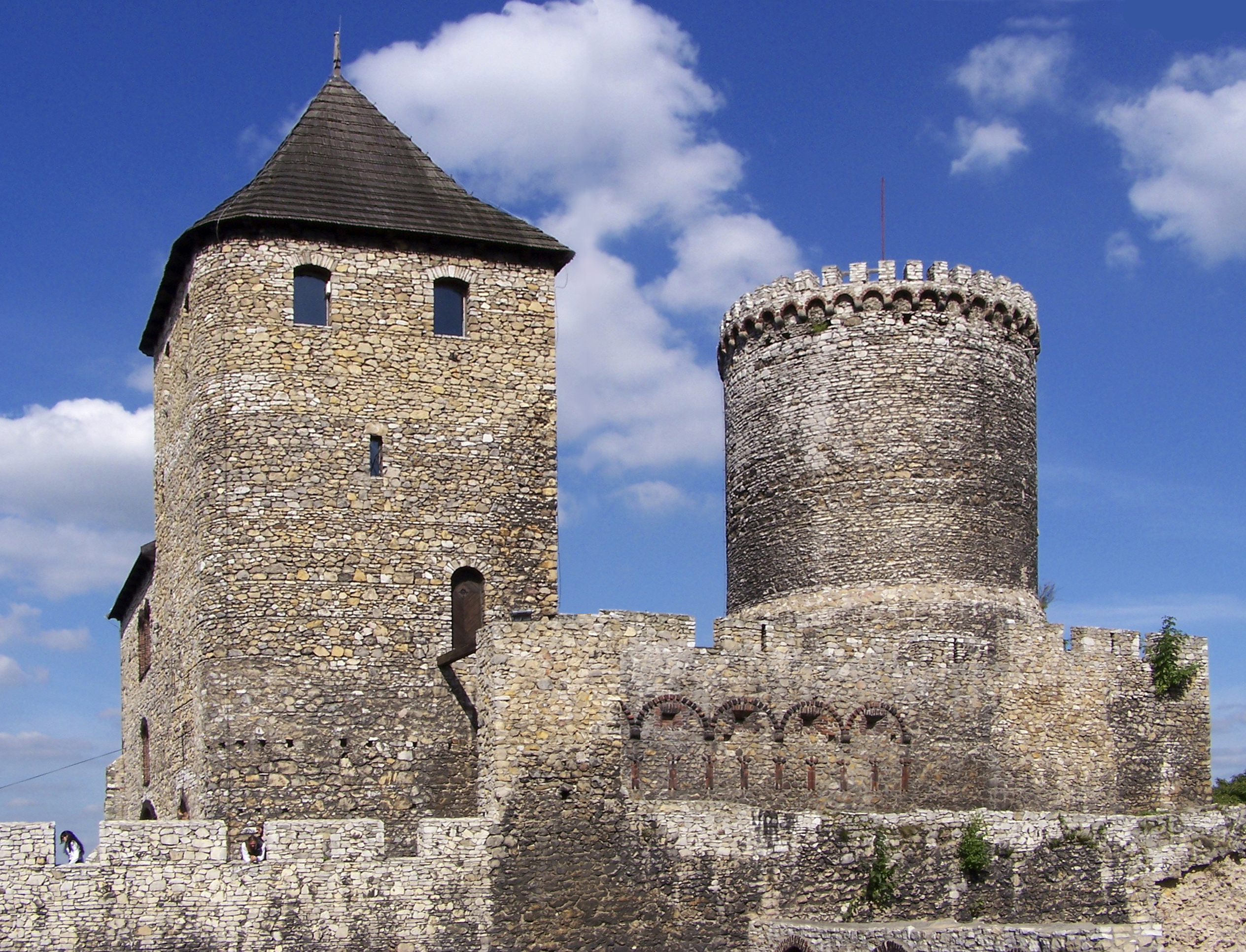
Burg in Będzin

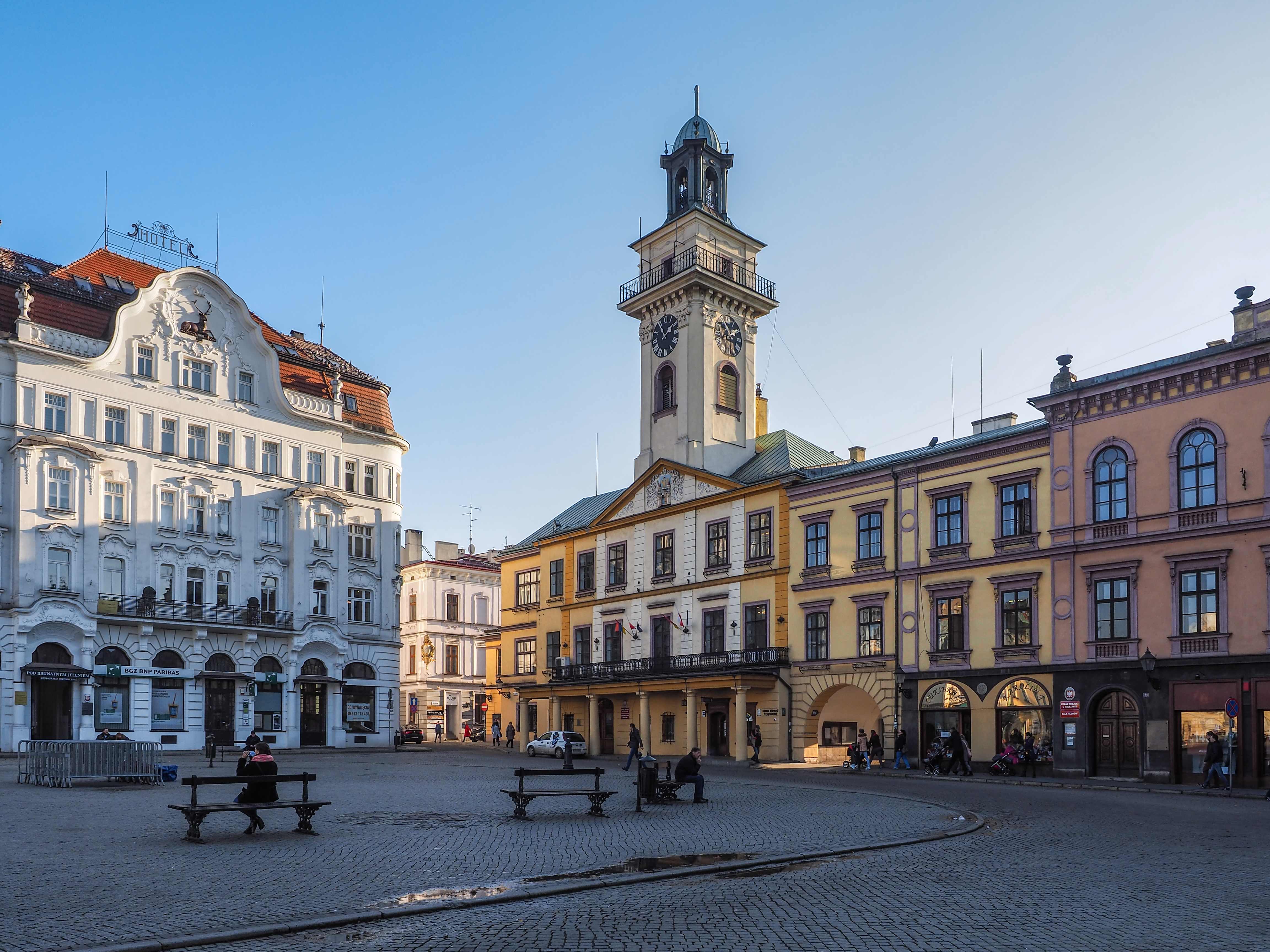
Cieszyn

Am 31. Dezember 2019 waren 4.517.635 Einwohner in der Woiwodschaft Schlesien gemeldet, davon sind 2.177.295 Männer (48,2 %) und 2.340.340 Frauen (51,8 %). Rund 77 Prozent der Bevölkerung lebt in Städten. Die Bevölkerungsdichte liegt mit 366 Einwohnern pro Quadratkilometer deutlich über dem polnischen Landesdurchschnitt.

### Bevölkerungsentwicklung
Die Einwohnerzahl Schlesiens sinkt seit vielen Jahren. Seit 1995 ist ein Rückgang von rund 390.000 Personen zu verzeichnen.
| Jahr | Einwohnerzahl |
| ---- | ------------- |
| 1995 | 4.907.930     |
| 2000 | 4.758.944     |
| 2005 | 4.685.775     |
| 2010 | 4.635.882     |
| 2015 | 4.570.849     |
| 2019 | 4.517.635     |

### Lebenserwartung
Im Jahr 2019 betrug die durchschnittliche Lebenserwartung in der Woiwodschaft Schlesien bei Männern 73,8 Jahre und bei Frauen 80,8 Jahre.

### Größte Städte
In der Woiwodschaft Schlesien gibt es 71 Städte, wovon 12 die Einwohnerzahl von 100.000 überschreiten und somit als Großstadt gelten. Insgesamt 37 Städte überschreiten die Marke von 20.000 Einwohnern:
| Stadt                | Deutscher Name            | Einwohner 31. Dezember 2020 |
| -------------------- | ------------------------- | --------------------------- |
| Katowice             | Kattowitz                 | 290.553                     |
| Częstochowa          | Tschenstochau             | 217.530                     |
| Sosnowiec            | Sosnowitz                 | 197.586                     |
| Gliwice              | Gleiwitz                  | 177.049                     |
| Zabrze               | Hindenburg O.S.           | 170.924                     |
| Bielsko-Biała        | Bielitz-Biala             | 169.756                     |
| Bytom                | Beuthen O.S.              | 163.255                     |
| Rybnik               | Rybnik                    | 137.128                     |
| Ruda Śląska          | Ruda O.S.                 | 136.423                     |
| Tychy                | Tichau                    | 126.871                     |
| Dąbrowa Górnicza     | Dombrowa                  | 118.285                     |
| Chorzów              | Königshütte               | 106.846                     |
| Jaworzno             | Jaworzno                  | 90.368                      |
| Jastrzębie-Zdrój     | Bad Königsdorff-Jastrzemb | 88.038                      |
| Mysłowice            | Myslowitz                 | 74.559                      |
| Siemianowice Śląskie | Laurahütte (Siemianowitz) | 66.270                      |
| Żory                 | Sohrau                    | 62.844                      |
| Tarnowskie Góry      | Tarnowitz                 | 61.756                      |
| Będzin               | Bendzin                   | 56.008                      |
| Piekary Śląskie      | Deutsch Piekar            | 54.702                      |
| Racibórz             | Ratibor                   | 54.259                      |
| Świętochłowice       | Schwientochlowitz         | 49.108                      |
| Zawiercie            | Zawiercie                 | 48.703                      |
| Wodzisław Śląski     | Loslau                    | 47.576                      |
| Mikołów              | Nikolai                   | 41.003                      |
| Knurów               | Knurow                    | 37.801                      |
| Czechowice-Dziedzice | Czechowitz-Dzieditz       | 35.839                      |
| Cieszyn              | Teschen                   | 33.981                      |
| Myszków              | Mischkau                  | 31.261                      |
| Czeladź              | -                         | 31.039                      |
| Żywiec               | Saybusch                  | 30.733                      |
| Czerwionka-Leszczyny | Czerwionka-Leschczin      | 27.888                      |
| Pszczyna             | Pless                     | 25.702                      |
| Lubliniec            | Lublinitz                 | 23.551                      |
| Łaziska Górne        | Ober Lazisk               | 22.130                      |
| Rydułtowy            | Rydultau                  | 21.385                      |
| Orzesze              | Orzesche                  | 21.290                      |

## Politik

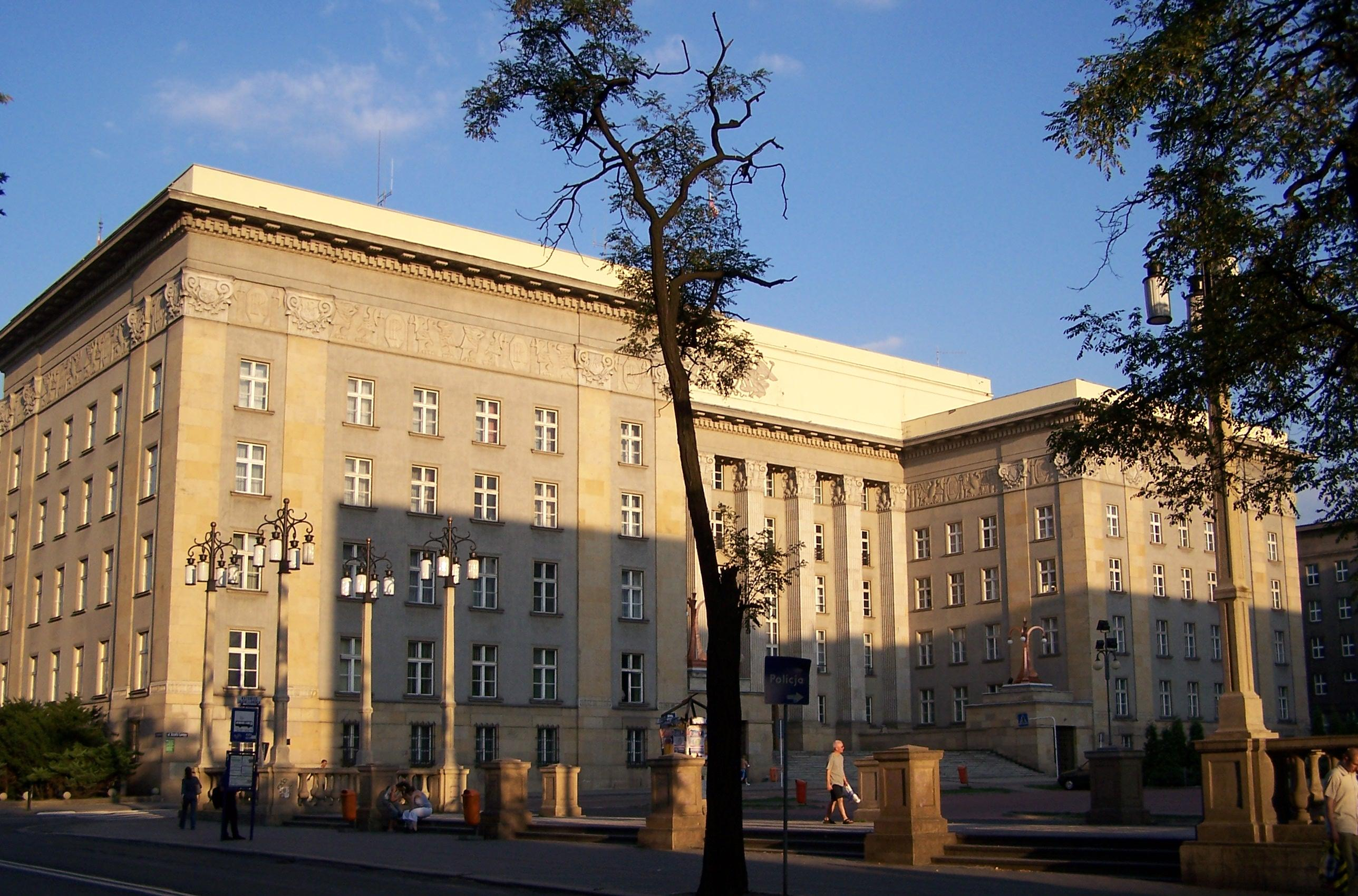
Schlesisches Parlament

In der Woiwodschaft Schlesien gibt es einen gewählten Woiwodschaftssejmik und Woiwodschaftsmarschall sowie einen von der Regierung ernannten Woiwoden.

### Woiwodschaftssejmik
Bei den Selbstverwaltungswahlen in Polen 2024 wurde auch der Woiwodschaftssejmik neu gewählt. Dabei ergab sich folgendes Ergebnis:
| Wahlkomitee                                      | Stimmen in % | Mandate |
| ------------------------------------------------ | ------------ | ------- |
| Bürgerkoalition (KO)                             | 32,4         | 20/45   |
| Recht und Gerechtigkeit (PiS)                    | 31,1         | 18/45   |
| Trzecia Droga (TD)                               | 10,6         | 5/45    |
| Linke (Lewica)                                   | 8,2          | 2/45    |
| Konfederacja und unabhängige lokale Verwaltungen | 6,9          | 0/45    |
| Übrige                                           | 10,8         | 0/45    |

Von 2018 bis 2024 setzte sich der Woiwodschaftssejmik folgendermaßen zusammen:
| Wahlkomitee                                                 | Stimmen in % | Mandate |
| ----------------------------------------------------------- | ------------ | ------- |
| Recht und Gerechtigkeit (PiS)                               | 32,1         | 22/45   |
| Bürgerkoalition (KO)                                        | 28,8         | 20/45   |
| Bund der Demokratischen Linken (SLD) / Lewica Razem (Razem) | 8,3          | 2/45    |
| Kukiz’15 (Kukiz’15)                                         | 6,6          | 0/45    |
| Polnische Volkspartei (PSL)                                 | 5,2          | 1/45    |
| Übrige                                                      | 19,0         | 0/45    |

### Woiwodschaftsmarschall
Woiwodschaftsmarschall war von 2018 bis 2024 Jakub Chełstowski (PiS). Seither übt Wojciech Saługa (PO), der es bereits von 2014 bis 2018 innehatte, erneut das Amt aus.

## Wirtschaft

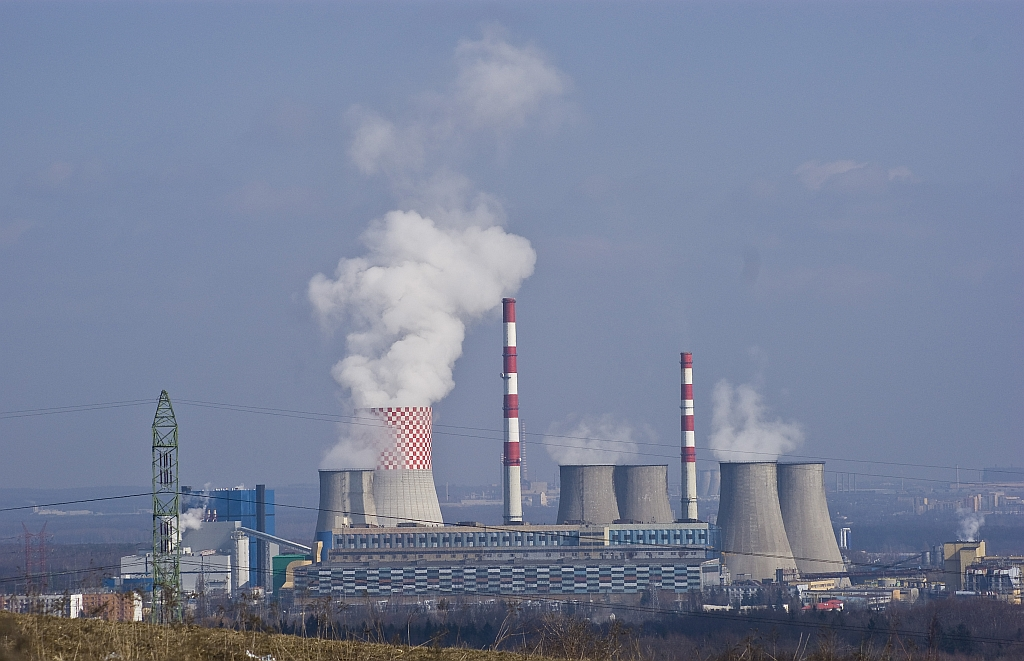
Kraftwerk Łagisza

Im Vergleich mit dem BIP der EU, gemessen am Kaufkraftstandard, erreichte die Woiwodschaft 2018 einen Index von 74 (EU-27 = 100), bezogen auf den Wert pro
Erwerbstätigem erreichte Schlesien hingegen einen Index von 83 (EU-27 = 100).
Mit einem Wert von 0,887 erreicht Schlesien Platz 6 unter den 16 Woiwodschaften Polens im Index der menschlichen Entwicklung.

### Arbeitsmarkt
Im Zuge des Strukturwandels und dem Niedergang der Schwerindustrie stieg die Zahl der Arbeitslosen vor allem im Sekundärsektor stark an. Es konnten aber in den letzten Jahren in anderen Wirtschaftsbereichen neue Arbeitsplätze geschaffen werden, weshalb die Arbeitslosenquote deutlich zurückging. Nach den Woiwodschaften Masowien und Großpolen hat sie die geringste Arbeitslosenquote Polens (Stand Dezember 2009).
- 16,9 % (31. Dezember 2004)
- 15,2 % (30. April 2006)
- 11,7 % (30. April 2007)
- 8,2 % (30. April 2008)[15]
- 9,2 % (Dezember 2009)[16]
- 11,3 % (Dezember 2013)
- 8,2 % (Dezember 2015)[17]

Im Jahr 2017 betrug die Arbeitslosenquote (laut Eurostat-Definition) 3,9 %.

### Industrie
Steinkohlebergbau, Eisen- und Schwermetallhütten, Elektroindustrie, Maschinenbau und Automobilindustrie bilden die Hauptzweige der hier ansässigen Industrie. Die Woiwodschaft Schlesien ist der am stärksten industrialisierte Teil Polens.

### Bodenschätze
- Steinkohle
- Eisen-, Zink- und Bleierze

### Tourismus
Ein großer Teil der Woiwodschaft hat Anteil an Mittelgebirgen, wobei das hügelige Terrain im Süden in die Beskiden übergeht, einer touristischen Region mit Wintersportorten wie Szczyrk, Ustroń, Wisła. Beliebt unter Wanderern und Kletterern ist auch das Bergland des Krakau-Tschenstochauer Jura, das aber auch für seine historischen Burgruinen aus dem 14. und 15. Jahrhundert bekannt ist, die durch den Szlak Orlich Gniazd (die Adlerhorstroute) touristisch erschlossen sind.
Das industrielle Erbe der Region wird mehr und mehr touristisch erschlossen. Die Route technischer Kulturdenkmäler führt zu interessanten Industriedenkmalen.

## Infrastruktur

### Straße

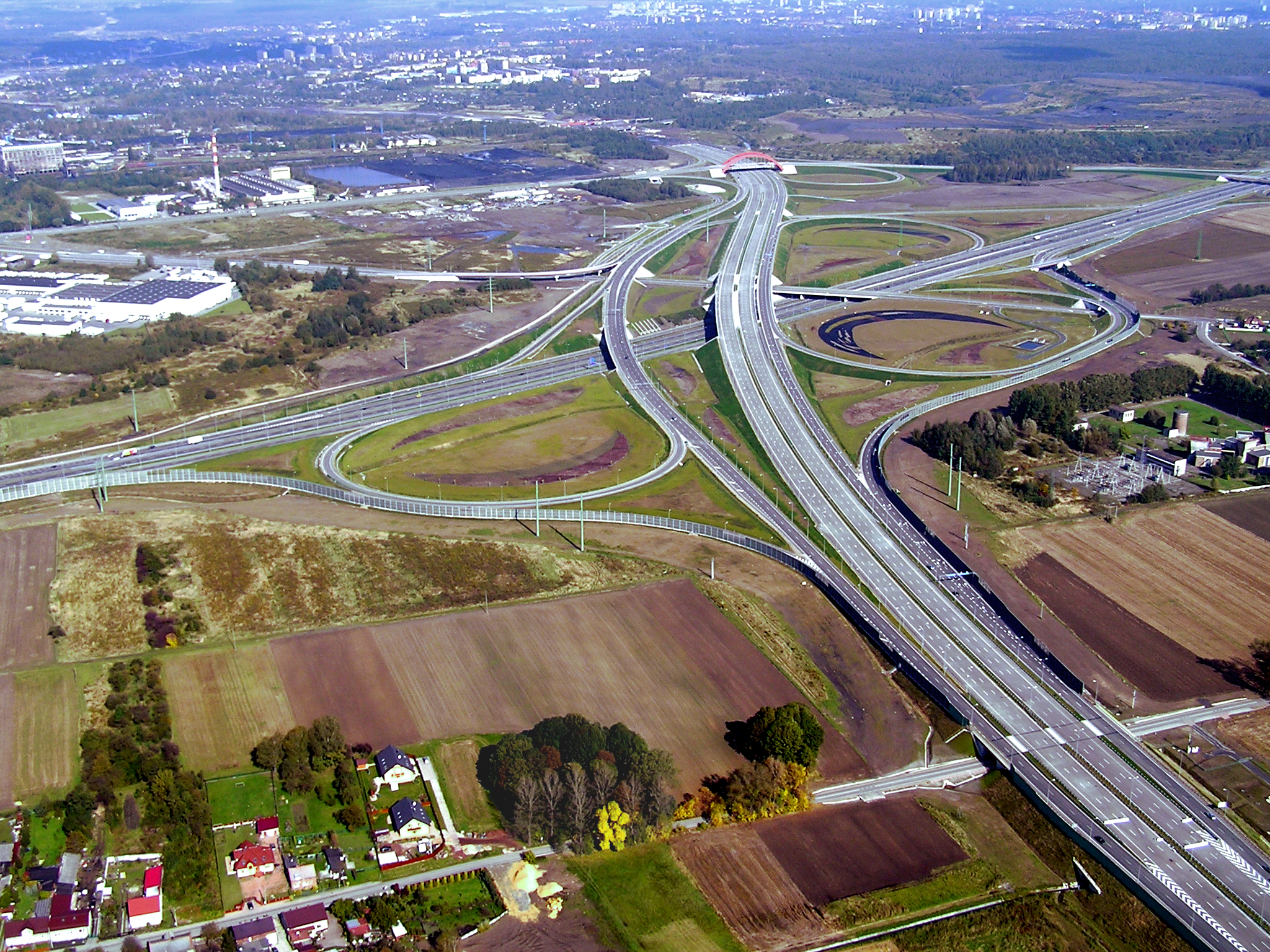
Autobahnkreuz Gliwice-Sośnica, Kreuzung der Autobahnen A1 und A4

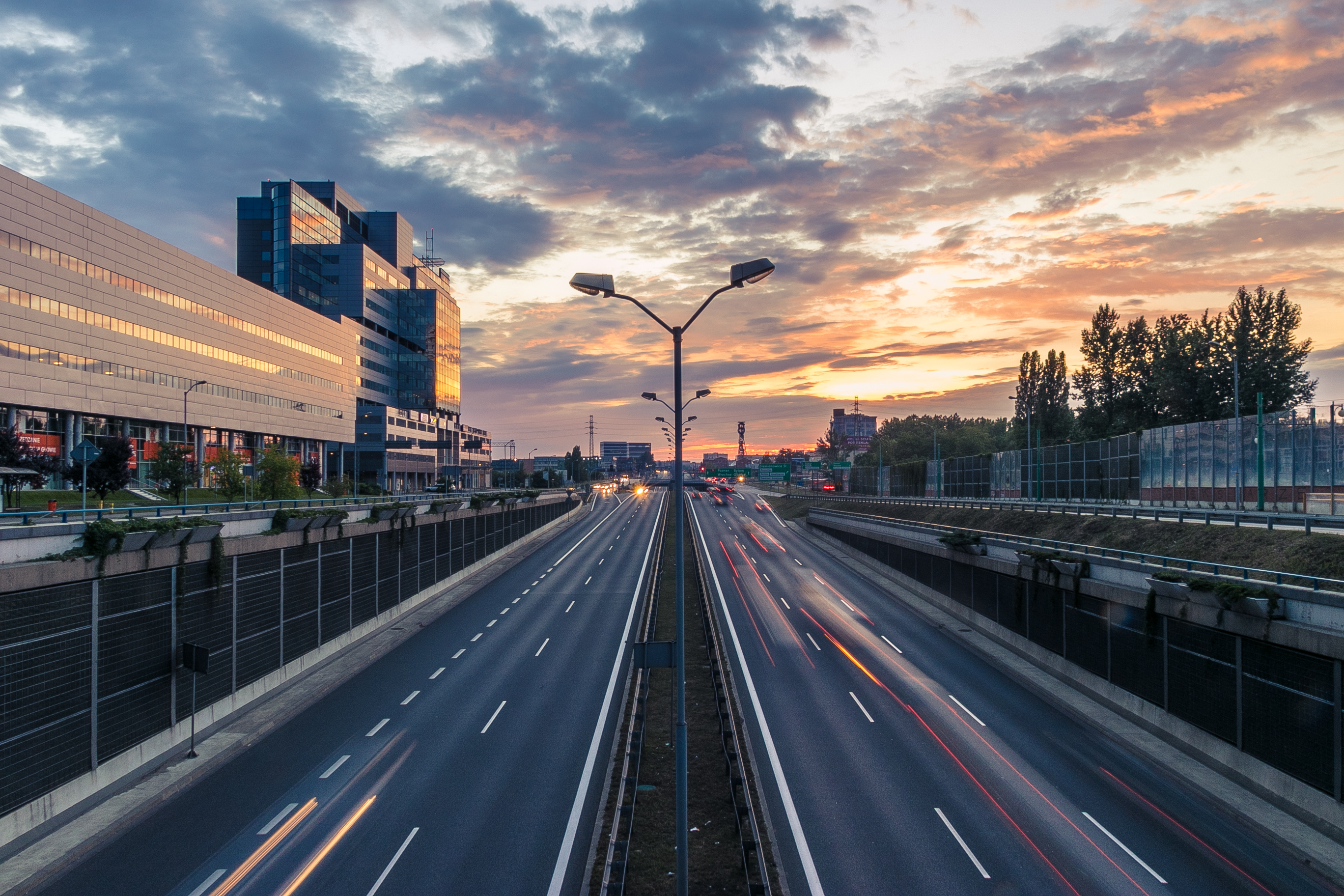
Drogowa Trasa Średnicowa

Quer durch die Woiwodschaft Schlesien, von West nach Ost, verläuft die A4 oder E40 (Wrocław – Katowice – Kraków) und von Norden nach Süden die Autobahn A1 bzw. E75 (Łódź – Częstochowa – Gliwice – Ostrava).
Weitere wichtige Straßenverbindungen bilden unter anderem die Schnellstraße S1 bzw. Landesstraße 1 (Katowice – Bielsko-Biała), die Schnellstraße S52 (Bielsko-Biała – Cieszyn – Brno) sowie die teilweise mehrspurig ausgebauten Landesstraßen 11 (Poznań – Katowice), 46 (Opole – Częstochowa – Kielce) und 81 (Katowice – Skoczów).
Die Städte im Oberschlesischen Industriegebiet sind intern über die autobahnähnliche Drogowa Trasa Średnicowa miteinander verbunden.
Das befestigte Straßennetz der Region hatte im Jahr 2019 eine Gesamtlänge von rund 22.037 Kilometern, davon entfielen 133 Kilometer auf Schnellstraßen und 214 Kilometer auf Autobahnen.

### Eisenbahn
Der Betreiber des Schienennetzes in Schlesien ist, wie in ganz Polen, die PKP S.A. (Polnische Staatliche Eisenbahn AG). Der größte Schienenverkehrsknoten der Region befindet sich in Katowice.
Der Regionalverkehr wird in der Woiwodschaft Schlesien allerdings fast ausschließlich durch die regionale Eisenbahngesellschaft Koleje Śląskie betrieben. Ausgenommen davon sind nur einige Verbindungen in andere Woiwodschaften, die teilweise von Polregio betrieben werden. Den Fernverkehr organisiert PKP Intercity.
Das Eisenbahnnetz der Region hatte im Jahr 2019 eine Gesamtlänge von 1.925 Kilometern, wovon 1.667 Kilometer elektrifiziert sind.

### Luftfahrt
Rund 30 Kilometer nördlich der Woiwodschaftshauptstadt befindet sich der internationale Flughafen Katowice, welcher der viertgrößte Flughafen Polens ist.